# Полушин Сергій Миколайович
Сергій Миколайович Полушин (нар. 1 квітня 1970, Стаханов, Українська РСР) — радянський та український футболіст, захисник.

## Життєпис
Народився в місті Стаханов Луганської області. Вихованець місцевої ДЮСШ, перший тренер — А. Новіков. З 1988 року виступав за «Вагонобудівник» зі Стаханова у змаганнях КФК. У 1991 році разом з командою виступав в останньому розіграші Другої нижчої ліги СРСР. Після розпаду СРСР залишився в «Стахановці», за який, у Першій лізі України дебютував 17 березня 1992 року в матчі проти херсонського «Кристала».
25 серпня 1994 року в матчі проти кіровоградської «Зірки» дебютував в алчевській «Сталі», за яку в Першій лізі зіграв понад 300 матчів.
У Вищій лізі дебютував 12 липня 2000 в матчі проти київського «Арсеналу». Загалом у «вишці» провів 25 поєдинків. По закінченні сезону 2004/05 років завершив футбольну кар'єру. З 2006 по 2007 рік виступав за луганську «Агату» в обласному чемпіонаті. З 2010 по 2012 рік виступав зааматорський колектив «Хімобладнання» (Сєвєродонецьк).

## Досягнення
- Перша ліга чемпіонату України
  -  Чемпіон (1): 2004/05
  -  Срібний призер (1): 1999/00
  -  Бронзовий призер (1): 1995/96